# Éléphant blanc (expression)
Pour les articles homonymes, voir Éléphant blanc.

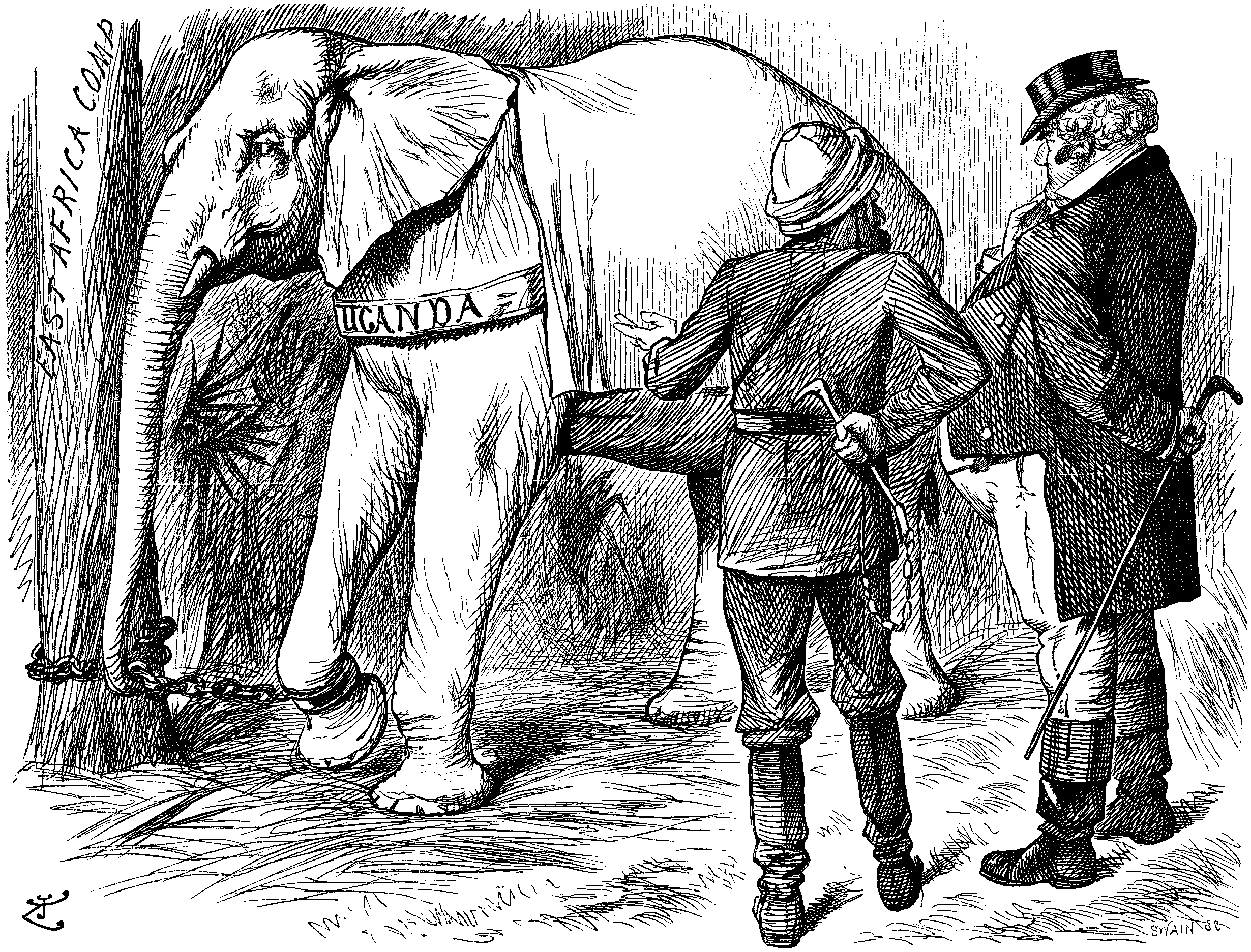
La Compagnie britannique impériale d'Afrique de l'Est considéra l'Ouganda comme un « éléphant blanc » lorsque des conflits internes éclatèrent en 1892 au point de l'empêcher d'administrer le pays.

Un éléphant blanc (calque de l'anglais white elephant) est une réalisation d’envergure prestigieuse qui s’avère en définitive plus coûteuse que bénéfique et dont l’exploitation ou l’entretien devient alors un fardeau financier.

## Origine de l'expression
On trouve en Inde, pays où le bouddhisme est apparu, des éléphants blancs. Or la veille de la naissance de Bouddha, sa mère aurait rêvé d’un tel éléphant. À partir de ce récit, s’est développée une sacralisation des éléphants blancs. Il n’était notamment pas permis de les faire travailler. En outre, les éléphants blancs sont devenus des cadeaux prestigieux que les princes de l’Inde s'offraient mutuellement. Et pour les moins nantis de ces princes, recevoir un tel présent n’allait pas sans poser de problème, car entre l’obligation de bien traiter l’animal et l’interdiction de le faire travailler, sa possession pouvait se révéler ruineuse.

## Réalisations qualifiées d'«éléphants blancs»

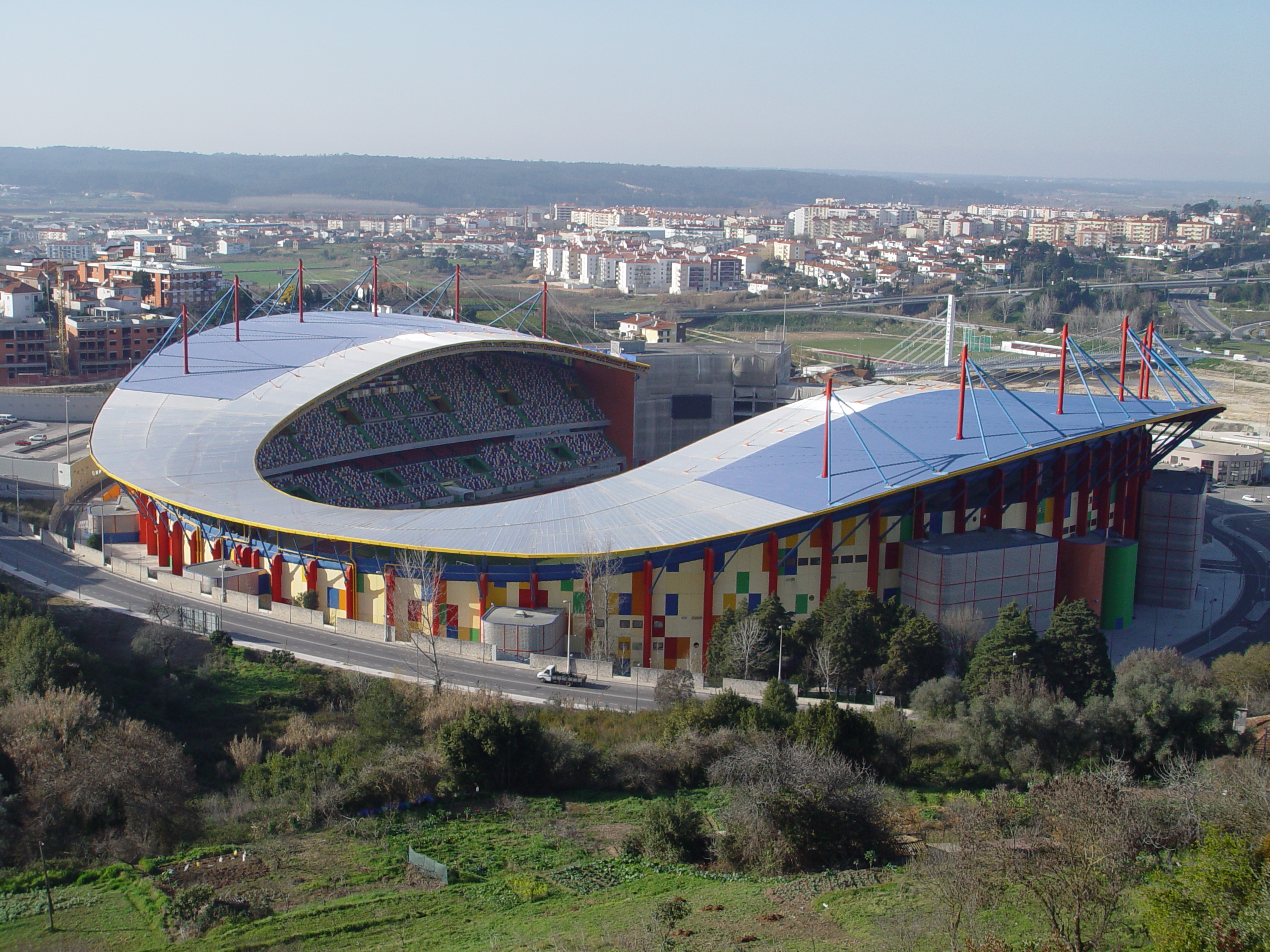
Le stade municipal de Leiria, reconstruit pour l'Euro 2004, n'est utilisé par aucune équipe et s'avère d'un entretien ruineux pour la commune de Leiria.

### Constructions
- Le Palais de justice de Bruxelles, avec une surface au sol de 26 000 m2, qui est vide à 70 % et dont la campagne de rénovation commencée dans les années 1980 n'est toujours pas terminée.
- Le palais du Parlement de Bucarest, avec sa surface habitable de 350 000 m2, qui est également vide à 70 % depuis plus de 40 ans ;
- Le pont de l’île Rousski (Russie), le plus long pont à haubans du monde depuis son inauguration en 2012, connecte une île de seulement 5 000 habitants au continent.

### Installations sportives
- Le Stade olympique de Montréal[3].
- Les stades de football de Leiria (Estádio Dr. Magalhães Pessoa) et Aveiro (stade municipal d'Aveiro) construits pour le championnat d'Europe de football 2004 au Portugal.
- Le tremplin du Dauphiné de Saint-Nizier-du-Moucherotte construit pour les Jeux olympiques d'hiver de 1968[4].
- Le Stade national de Brasilia Mané Garrincha à Brasília (Brésil) construit pour la Coupe du monde de football de 2014[5].
- Le Stade olympique de Séville, construit en vue des Jeux olympiques d'été de 2004 ou de 2008, finalement attribués respectivement à Athènes et Pékin[6].

### Véhicules
- Le paquebot transatlantique britannique SS Great Eastern.
- L'hydravion à coque américain Hughes H-4 Hercules.
- L'avion à effet de sol soviétique KM (ekranoplan).
- Le Concorde[7], lancé dans un contexte d’économie développée (comme le paquebot France)
- Les sous-marins nucléaires d'attaque américains Classe Seawolf (seulement trois exemplaires construits sur les 29 prévus).

Les exemples abondent aussi dans des pays à « économie planifiée » ou dans les pays du Sud, par exemple au Togo où l'expression a été reprise dans la presse francophone.